# Alpiner Skieuropacup 1972/73
In der Saison 1972/1973 des Alpinen Skieuropacups waren für die Herren 38 Rennen (9 Abfahrten, 15 Riesenslaloms und 14 Slaloms) und für die Damen 32 Rennen (9 Abfahrten, 11 Riesenslaloms und 12 Slaloms) geplant. Im Gegensatz zur ersten Austragung im Vorjahr wurde die Punktezuteilung dem Weltcup angepasst und Punkte für die ersten zehn Läufer nach dem Schema 25-20-15-11-8-6-4-3-2-1 vergeben. Für die Gesamtwertungen wurden jeweils die besten fünf Resultate jeder Disziplin berücksichtigt.

## Europacupwertungen

### Gesamtwertung
| Rang | Name             | Land           | Punkte |
| ---- | ---------------- | -------------- | ------ |
| 1    | Fausto Radici    | Italien        | 196    |
| 2    | Josef Loidl      | Österreich     | 112    |
| 3    | Heinz Weixelbaum | BR Deutschland | 099    |
| 3    | Manfred Jakober  | Schweiz        | 099    |

| Rang | Name            | Land       | Punkte |
| ---- | --------------- | ---------- | ------ |
| 1    | Martine Couttet | Frankreich | 213    |
| 2    | Martine Ducroz  | Frankreich | 177    |
| 3    | Ingrid Eberle   | Österreich | 126    |

### Abfahrt
| Rang | Name              | Land       | Punkte |
| ---- | ----------------- | ---------- | ------ |
| 1    | Peter Feyrsinger  | Österreich | 65     |
| 2    | Werner Grissmann  | Österreich | 57     |
| 3    | Rainulf Lemberger | Österreich | 49     |

| Rang | Name              | Land             | Punkte |
| ---- | ----------------- | ---------------- | ------ |
| 1    | Angelika Rudigier | Österreich       | 66     |
| 2    | Andrea Straub     | Österreich       | 59     |
| 3    | Anna Droppová     | Tschechoslowakei | 52     |

### Riesenslalom
| Rang | Name            | Land       | Punkte |
| ---- | --------------- | ---------- | ------ |
| 1    | Josef Loidl     | Österreich | 103    |
| 2    | Manfred Jakober | Schweiz    | 086    |
| 3    | Fausto Radici   | Italien    | 081    |

| Rang | Name               | Land       | Punkte |
| ---- | ------------------ | ---------- | ------ |
| 1    | Martine Couttet    | Frankreich | 115    |
| 2    | Martine Ducroz     | Frankreich | 091    |
| 3    | Lise-Marie Morerod | Schweiz    | 050    |

### Slalom
| Rang | Name                        | Land           | Punkte |
| ---- | --------------------------- | -------------- | ------ |
| 1    | Fausto Radici               | Italien        | 95     |
| 2    | Heinz Weixelbaum            | BR Deutschland | 91     |
| 3    | Juan Manuel Fernández Ochoa | Spanien        | 87     |

| Rang | Name            | Land       | Punkte |
| ---- | --------------- | ---------- | ------ |
| 1    | Martine Ducroz  | Frankreich | 84     |
| 2    | Brigitte Hauser | Österreich | 81     |
| 3    | Martine Couttet | Frankreich | 75     |